# Коронавірусна хвороба 2019 у Казахстані
Спалах коронавірусної хвороби 2019 у Казахстані — це поширення пандемії коронавірусної хвороби 2019 на територію Казахстану. Перші випадки захворювання зареєстровані 13 березня 2020 року — два в Алмати та один в Нур-Султані. За офіційною статистикою, на 13 серпня в Казахстані виявлено 100855 випадки інфікування, 1269 хворих померло, 74677 осіб виздоровіли.
Для попередження поширення захворювання з 16 березня до 11 травня 2020 року в країні введений режим надзвичайного стану: встановлені обмеження на в'їзд і виїзд з країни, у всіх регіонах введений карантин або інші обмежувальні заходи, призупинена діяльність великих непродуктових об'єктів торгівлі, кінотеатрів та інших місць з масовим скупченням людей.
8 липня 2020 року президент Казахстану Касим-Жомарт Токаєв оголосив 13 липня днем національного трауру за померлими від COVID-19. «Я виражаю співчуття усім тим, хто втратив близьких, тому 13 липня оголошую днем національного трауру»,— сказав Токаєв під час телезвернення до народу.

## Превентивні заходи
З 26 січня 2020 року посилений санітарно-епідеміологічний контроль на пунктах пропуску через державний кордон, проведені тренувальні навчання щодо виявлення підозрілих на інфікування новим коронавірусом осіб. Окрім цього, розпочалось проведення медичного моніторингу за особами, які прибули з Китаю, та призупинена дія 72-годинного безвізового перебування для громадян Китаю на території Казахстану.
На фоні повідомлень про початок епідемії у Китаї в країні виник дефіцит медичних масок у аптеках. Пізніше засоби масової інформації повідомили, що спекулянти, які заздалегідь розкупили маски, продавали їх за завищеними цінами.
27 січня при уряді Казахстану створена міжвідомча комісія з координації заходів з недопущення виникнення та поширення коронавірусної інфекції під головуванням заступника прем'єр-мінистра Бердибека Сапарбаєва, до складу якої увійшли представники усіх зацікавлених державних органів та акіматів областей і міст Нур-Султан, Алмати і Шимкент.
29 січня комісія ухвалила рішення: призупинити видачу віз громадянам Китаю, з 29 січня призупинити пасажирські автобусні перевезення між Казахстаном і КНР, з 1 лютого призупинити пасажирське залізничне сполучення між Казахстаном і Китаєм, з 3 лютого призупинити регулярне повітряне сполучення між Казахстаном і Китаєм. Також відхилено пропозицію Міжнародної федерації тенису про перенесення відбіркових матчів Кубка Федерації з китайського міста Дуньхуан до Нур-Султана з 4 до 8 лютого. Також скасовано проведення відбіркових матчів чемпіонату Азії з водного поло з 12 до 16 лютого.
З 31 січня розпочався другий етап посилення санітарно-епідеміологічного контролю: до санітарно-карантинних пунктів на усіх кордонах додатково направлено 150 спеціалістів санітарно-епідеміологічної служби; налагоджена лабораторна діагностика нової інфекції; затверджений клінічний протокол лікування та алгоритми протиепідемічних заходів.
2 лютого з китайського міста Ухань, де розпочалась пандемія коронавірусу, евакуйовано 83 громадян Казахстану, з них 80 студентів. Після контролю стану здоров'я особи, які прибули з Уханя, помістили на 14-денний карантин у спеціально відведеному противоінфекційному корпусі при багатопрофільній лікарні в столиці країни, яка розміщена за 7 км від міста. 5 лютого на прохання казахстанскої влади з Уханя на спеціальних літаках Росії та Узбекистану евакуйовані ще 8 громадян Казахстану. 5 осіб знаходились під двотижневим спостереженням лікарів у Ташкенті, а інші 3 особи ‒ в Тюмені.
З 20 лютого у країні розпочала застосовуватися методика з ранжування країн на 3 категорії у залежності від ступеня ризику поширення коронавірусної інфекції. У залежності від рівня ризику за особами, які прибувають з неблагоприємних щодо поширення коронавірусу країн, встановлювалось відповідне медичне спостереження.
23 лютого в Нур-Султан прибув літак з Токіо, на борту якогоз находились 20 громадян Казахстану, включно з 4 пасажирами лайнера «Diamond Princess», на борту якого був виявлений спалах COVID-19. Усіх пасажирів авіарейсу помістили на карантин. Під час обстеження у пасажирів не виявили коронавірусної інфекції.
26 лютого вирішено з 1 березня призупинити авіасполучення з Іраном та обмежити кількість вильотів до Південної Кореї з 9 до 3 рейсів на тиждень. 2 березня вирішено ввести з 5 березня тимчасову заборону на в'їзд у Казахстан громадянам Ірану, призупинити авіарейс Нур-Султан — Баку, обмежити кількість польотів за маршрутом Алмати — Баку з 5 до 1 за тиждень, за маршрутом Актау — Баку — з 7 до 1 на тиждень..
З 1 березня міністерство охорони здоров'я ввело четвертий етап посилення карантину. Осіб, які прибули з країн категорії 1а, розпочали поміщувати на 14-денний карантин, після чого вони протягом 10 днів знаходились під медичним наглядом. Особи, які прибули з країн другої категорії, протягом 14 днів знаходились під медичним наглядом удома, після чого ще протягом 10 днів їм мали телефонувати медичні працівники. Особи, які прибули з країн третьої категорії, знаходились під дистанційним медичним нанаглядом шляхом телефонного опитування протягом 24 днів.
19 жовтня було введено обов'язкове ПЛР-тестування для всіх тих, хто прибуває до Казахстану.
З 26 жовтня в країні було заборонено посадку пасажирів на літак без тестів на коронавірус.

## Підтверджені випадки
10 березня на прес-конференції головний санітарний лікар Казахстану Жандарбек Бекшин повідомив, що за прогнозами, які опираються на математичні моделі, COVID-19 може з'явитися у країні 11—16 березня.
13 березня в Алмати виявлені перші випадки інфікування коронавірусом на території країни. У двох громадян Казахстану (чоловіка 1974 року народження та жінки 1984 року народження), які прилетіли з Німеччини до Алмати, виявлені позитивні результати лабораторного обстеження на новий коронавірус. Хворих госпіталізували до інфекційного стаціонару. Перший інфікований коронавірусом громадянин Казахстану прибув до країни з Німеччини 10 березня, а другий — на приватному літаку 12 березня. Цього ж дня повідомили про третій і четвертий випадок захворювання. 12 березня жінка прилетіла до Нур-Султана літаком з Москви. Оскільки після прибуття встановлено, що вона прибула з Мілана, то її відразу помістили на карантин. Під час обстеження її на карантині отримані позитивні результати тесту на COVID-19. Четвертий інфікований, 1976 року народження, прибув до Алмати літаком з Німеччини, госпіталізований до місцевої лікарні.
20 березня уперше інфікованих коронавірусом виявили в Караганді. Ними виявились двоє пасажирів (1971 і 1972 року нарождження) авіарейсу Мінськ — Нур-Султан, який посадили не у столиці країни, а в Караганді. 21 березня уперше інфікований коронавірусом виявлений у Карасайському районі Алматинської області. 22 березня уперше виявлено випадок інфікування в Актюбінській області. 24 березня уперше інфікування коронавірусом зареєстровані в Шимкенті (чоловік 1996 року народження, який прибув 20 березня з Нур-Султана на міжміському автобусі), Жамбильській (чоловік 1979 року народження, який прибув із Киргизстану) та Північноказахстанській (жінка 1993 року народження, яка прибула з Росії) областях.
26 березня двох хворих виписали в Нур-Султані та Алмати, цього ж дня підтверждена перша смерть від коронавірусу в Нур-Султані — 64-річньої жительки села Косши Акмолинськой області.
27 березня зареєстровані перші випадки інфікування коронавірусом в Атирауській, Павлодарській та Мангістауській областях, а 28 березня — у Східно-Казахстанській і Кизилординській областях, 29 березня — у Західно-Казахстанській області.
6 квітня головний державний санітарний лікар Айжан Єсмагамбетова повідомила, що з 604 випадків інфікування 120 — серед медичних працівників, з них 67 випадків серед медичних працівників, які безпосередньо надавали медичну допомогу особам з підозрою на коронавірусну інфекцію або хворим особам.
З 3 до 30 червня 2020 року кількість виявлених безсимптомних інфікованих підраховувалось окремо від хворих із симптомами хвороби. Всього за цей час було виявлено 17642 безсимптомних інфікованих коронавірусом. 8 червня Айжан Єсмамагембетова повідомила, що з 3 червня в країні ведеться статистика окремо по безсимптомним і симптомних випадках. Симптомні випадки додаються в статистику, яка була до цього, з 3 по 7 червня виявлено 1357 безсимпомних вірусоносіїв.

## Надзвичайний стан

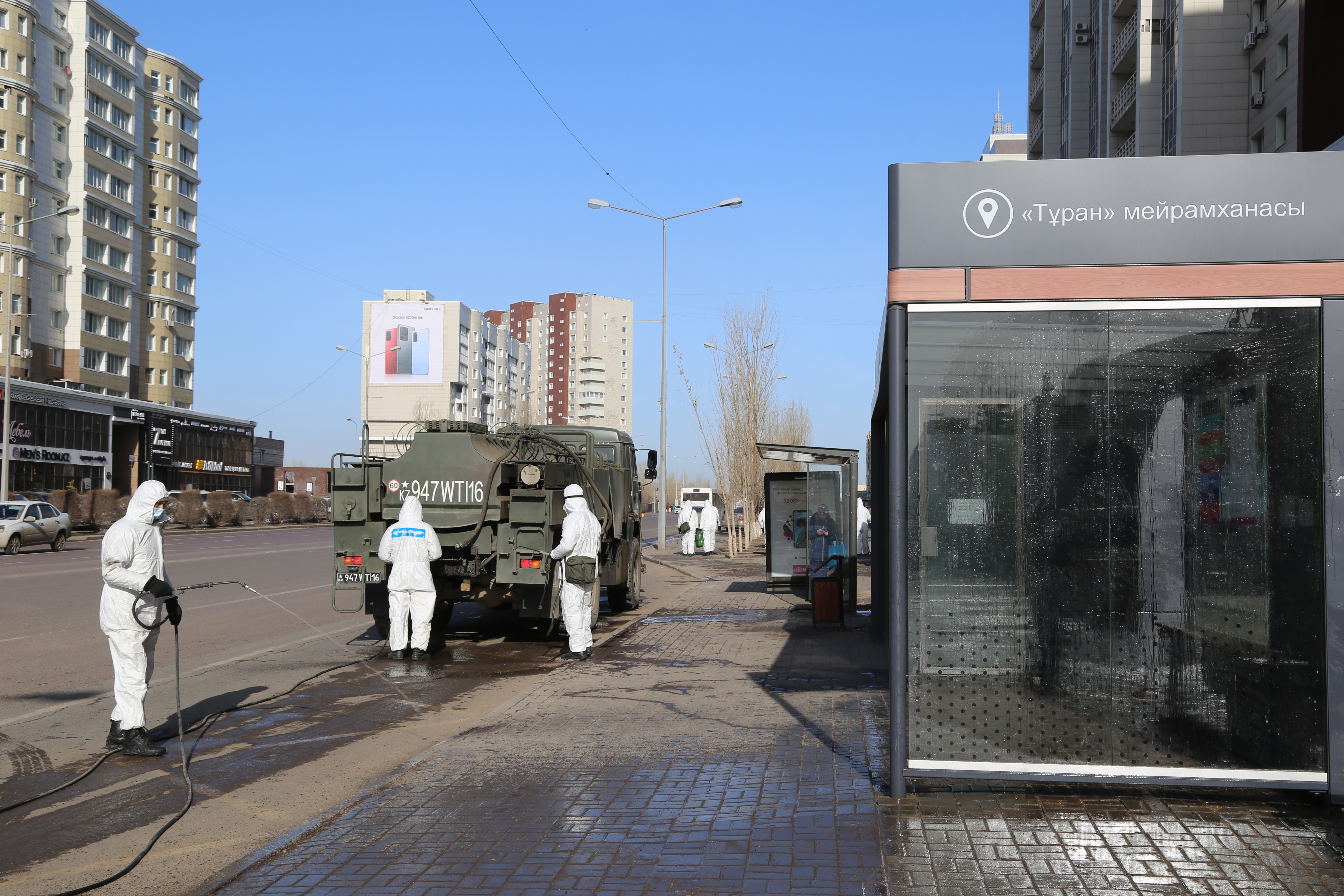
Військовослужбовці ЗС Казахстану проводять дезинфекцію вулиць у Нур-Султані. 26 березня 2020 року

15 березня президент Казахстану Касим-Жомарт Токаєв підписав указ про введення в країні надзвичайного стану на період з 8:00 16 березня 2020 года до 7:00 15 квітня 2020 року.
На період дії надзвичайного стану введені наступні заходи і тимчасові обмеження:
- посилена охорона громадського порядку, охорона особливо важливих державних і стратегічних, особливого режиму, режимних об'єктів та об'єктів з особливою охороною, а також об'єктів, які забезпечують життєдіяльність населення і функціонування транспорту;
- обмеженно функціонування великих об'єктів торгівлі;
- призупинена діяльність торговельно-розважальних центрів, кінотеатрів, театрів, виставок та інших об'єктів з масовим скопиченням людей;
- введений карантин, здійснені масштабні санітарно-противоепідемічні заходи, у тому числі за участю струкурних підрозділів міністерства оборони Казахстану та органів внутрішніх справ, які здійснюють діяльність у сфері санітарно-епідеміологічного благополуччя населення;
- заборонено проведення розважальних, спортивних та інших масових заходів, а також сімейних і пам'ятних заходів;
- установлені обмеження на в'їзд на територію Казахстану, а також на виїзд з її території усіма видами транспорту, за винятком персоналу дипломатичної служби Республіки Казахстан та іноземних країн, а також членів делегацій міжнародних організацій, які прибувають до країни на запрошення міністерства закордонних справ Казахстану.

З 19 березня на кордонах кількох областей Казахстану, навколо кількох великих населених пунктів встановлені цілодобові санітарні пости.
30 березня Державна комісія із забезпечення режиму надзвичайного стану, виконуючи доручення президента країни, затвердила рішення про встановлення щомісячної фіксованої доплати до заробітної плати медичним працівникам, які задіяні у протиепідемічних заходах. Також цією постановою передбачені одноразові виплати: у випадку захворювання — 2 мільйони теньге, а у випадку смерті медпрацівника — 10 мільйонів теньге.
14 квітня указом президента Казахстану режим надзвичайного стану продовжений до 07:00 1 травня 2020 року. 27 квітня режим надзвичайного стану продовжений до 11 трав, проте також ухвалено рішення піти на пом'якшення карантинного режиму в областях та містах, де ситуація з поширенням вірусу знаходилась під контролем.
13 липня карантин у Казахстані було продовжено щонайменше до кінця липня. Всього на цей день у країні підтверджено майже 60 тисяч випадків коронавірусу.
З 25 грудня 2020 до 5 січня 2021 року в країні було посилено обмеження: заборонено проведення спортивних та інших масових заходів, в тому числі новорічних свят та корпоративів. Було посилено обмеження на найбільшому в Казахстані нафтогазовому родовищі «Тенгіз».

### Запровадження карантину

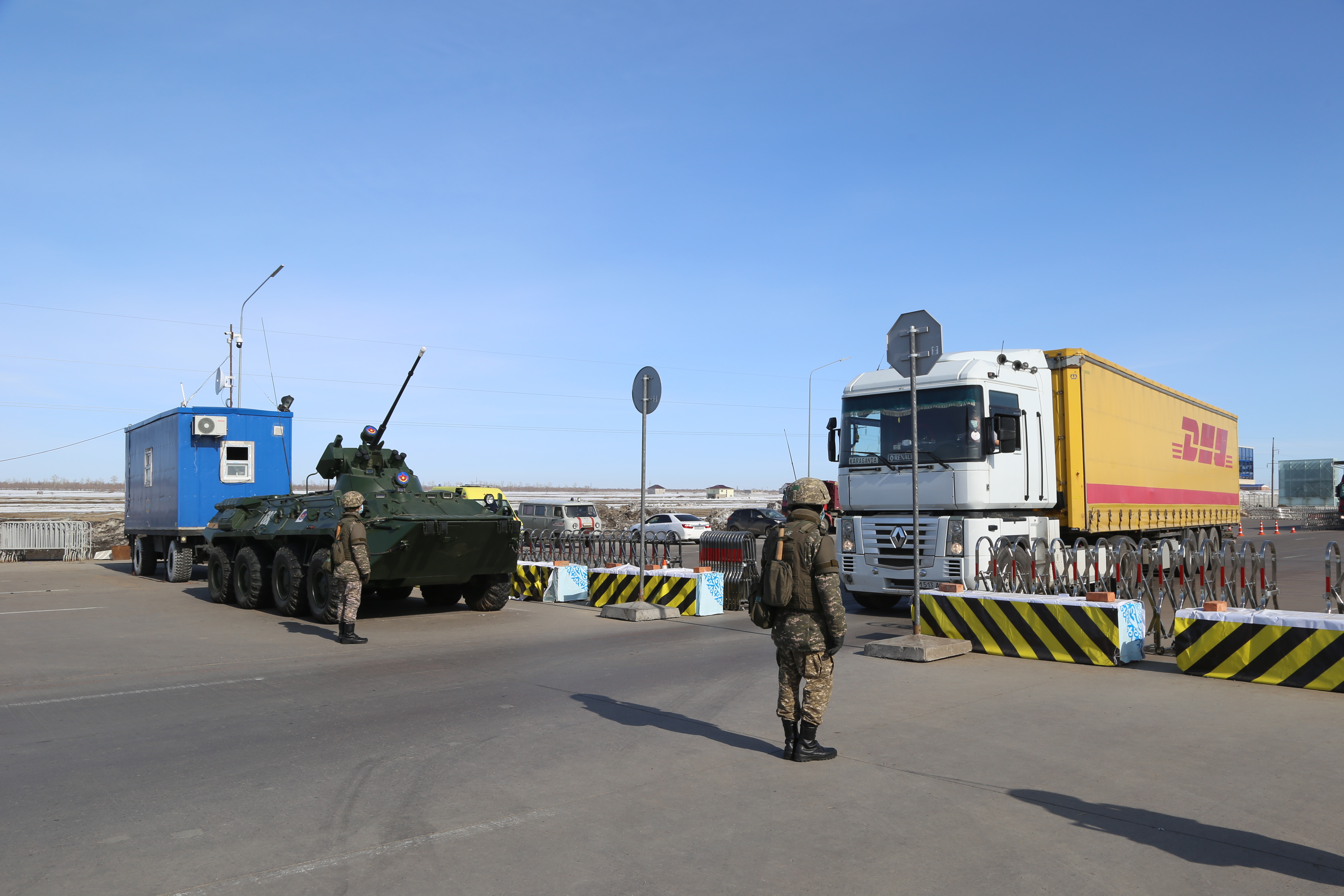
Блокпост на виїзді з Нур-Султана під час карантину

З 19 березня у містах Нур-Султан і Алмати за рішенням Державної комісії із забезпечення режиму надзвичайного стану запроваджено карантин, включаючи обмеження на в'їзд і виїзд людей. Під час карантину обмежений в'їзд у ці міста, на під'їздах до них виставлені блокпости. Великі торговельні об'єкти міст були закриті, за винятком продовольчих магазинів і аптек. Для пропуску вантажних автомобилів з продовольством організований «зелений коридор».
З 19 березня в Алмати ізолювали кілька житлових комплексів та багатоповерхових будинків у зв'язку із виявленням коронавірусної інфекції у їх жителів. Території будинків оточені кордоном правоохоронців, по периметру встановлені КПП. Згідно правил карантину, нихто із жителів не може покидати житловий комплекс, а також приймати гостей. Жителі комплекса не повинні покидать своє житло, заборонено спускатися до підземних автостоянок.
З 22 березня в'їзди і виїзди з Алмати і Нур-Султана були повністю перекриті, у тому числі для авіа- та залізничного сполучення. Після 22 березня пасажирські потяги зможуть лише проходити транзитом без висадки та посадки пассажиров Того ж дня за рішенням оперативного штабу з попередження поширення коронавірусної інфекції по Нур-Султану, усім авіапасажирам, які прибули з-за кордону, заборонили виїжджати до міста без здачі анализу та отриманих результатів на коронавірус. Осіб, які прилетіли з-за кордону розміщували в готелях, розгорнутих як медичні стаціонари, де медпрацівники брали аналізи у прибулих з-за меж країни осіб.
22 березня акім Алмати Бакитжан Сагінтаєв повідомив, що задля підтримки жителів міста, які опинились у скрутному становищі, акімат міста дійшов до угоди з монополістами про відтермінування платежів за всі комуунальні послуги, включно з оплатою за ліфт та вивіз сміття. Також надавачі послуг не можуть відключати на період карантину споживачів, які мають заборгованість за оплату електрики, води, тепла, газу та телефонного зв'язку.
З 26 березня в Алмати посилений режим карантину: в місті були закриті всі об'єкти торгівлі та послуг, окрім продовольчих магазинів та аптек
З 28 березня а рішенням Державної комісії із забезпечення режиму надзвичайного стану посилений карантин: у Нур-Султані та Алмати обмежений вихід громадян із місць проживання, за винятком закупки їжі, ліків та виходу на роботу, закриті усі місця масового скопичення людей (пішохідні вулиці, парки, сквери та інші), обмеена робота громадського транспорту, введено заборону на збори на вулицях та громадських місця груп більше ніж трьох осіб, за винятком членів сім'ї, заборонено пересування неповнолітніх без супроводу дорослих.
З 30 березня введений карантин в Атирау, Караганді та її містах-супутниках, в Актау введений особливий режим. З 31 березня закритий в'їзд до Костанайської області, введений карантин в Акмолинській та Західно-Казахстанській областях. З 31 березня встановлена низка обмежувальних заходів у Шимкенті, Актюбінській і Жамбилській областях, включно із закриттям в'їзду та виїзду з регіону, з 1 квітня — в Павлодарській та Північно-Казахстанській областях, з 2 квітня — в Усть-Каменогорську і Семеї.. Окрім цього в Кордайському районі введено додаткові обмежувальні заходи: заборона на випас худоби, пересування на громадському транспорті.
З 1 квітня аеропорт Нур-Султана й аеропорт Алмати припинили прийом усіх міжнародних та евакуаційних рейсів. З 2 квітня повністю заборонений в'їзд та виїзд у карантинну зону Карагандинської області, а також припинена діяльність аеропортів, авіаційних та залізничних вокзалів.
З 4 квітня на карантин закрито Шимкент, з 6 квітня — Актобе, з 7 квітня — Тараз.
3 квітня на засіданні державної комісії за пропозицією міністерства охорони здоров'я ухвалено рішення про будівництво трьох інфекційних лікарень на 200—300 осіб зі швидких конструкцій у містах Нур-Султан, Алмати і Шимкент.
9 квітня до Нур-Султана прибула бригада лікарів з Китаю (інфекціоністи, вірусологи, пульмонологи, реаніматологи, експерти з організації громадського здоров'я) для того, щоб протягом 15 днів консультувати казахстанських медиків у столиці, Алмати і Караганді. Того ж дня з Китаю прилетів літак з пятьма тоннами гуманітарної медичної допомоги (маски, рукавички, тепловізори, апарати ШВЛ, ліки).
Після заяви президента Казахстану 27 квітня в регіонах Казахстану режим карантину частково розпочав пом'якшуватися: знята заборона на пересування осіб, громадського та особистого транспорту, який прямує до садово-городніх та дачних ділянок; дозволені прогулянки усередині дворових територій та дитячих майданчиків у період з 09:00 по 20:00 годин; розпочали працювати автомийки, станції техобслуговування, сервіси послуг шиномонтажу. З 4 травня дозволені спортивні заняття і тренування на вулиці; відкрито непродовольчі магазини площею до 500 м², фотосалони, квіткові кіоски, перукарні (по запису), медичні центри (по запису), стоматологічні клініки (по запису), компанії з операцій з нерухомим майном, рекламні агентства, адвокати, нотаріуси, мікрофінансові організації, страхові компанії, ломбарди, пункти обміну валют, компанії інформаційно-комунікаційних технологій
З 1 травня відновлені авіарейси між Нур-Султаном і Алмати за умови проходження пасажирами ПЛР-тесту на коронавірус, з 4 травня — з Нур-Султана і Алмати до Кизилорди, Петропавловська, Усть-Каменогорська і Семея.
З 1 червня 2020 року поновлено рух пасажирських поїздів по території Казахстану. Зокрема, пасажири будуть допускатися в будівлі вокзалів виключно в засобах індивідуального захисту.

### 2021
13 січня Казахстан зареєстрував власну вакцину від коронавірусу «QazCovid-in» і планував схвалення до використання російської вакцини Спутник V.
1 липня було запроваджено обов'язкову вакцинацію для сфери торгівлі та послуг. Нещеплених працівників мають відсторонити від очної роботи.

## Економічні наслідки
Для подолання наслідків пандемії коронавірусної хвороби 2019 року в країні виділено понад 4 трильйони теньге. Ці видатки забезпечені за рахунок державного бюджету на суму 2,1 трильйона теньге, залучення коштів за інфраструктурними облігаціями, та гарантованого трансферту з Національного фонду Республіки Казахстан на 1,8 трильйона теньге.
10 квітня президент країни на засіданні Державної комісії із забезпечення режиму надзвичайного стану доручив продовжити карантинний режим у столиці, Алмати, Шимкенті та у відповідних областях до кінця квітня, при цьому провести адресну, точкову роботу з виведення малого та середнього бізнесу в зону поступового оживлення, передусім в Нур-Султані та Алмати.
Для підтримки бізнесменів, у яких відбулось погіршення фінансового стану у зв'язку з надзвичайним станом, 20 березня уряд Казахстану підписав постанову про звільнення від низки податків до 31 грудня 2020 року: податку на майно юридичних осіб та індивідуальних підприємців у великих торговельних об'єктах, торгово-розважальних центрах, кінозалах, театрах, виставок та фізкультурно-оздоровчих та спортивних закладах; земельного податку по землях сільськогосподарського призначення виробників сільськогосподарської продукції; індивідуального податку на доходи індивідуальних підприємців, які працюють у загальновстановленому режимі оподаткування. Також для підприємців призупинено нарахування пені за невиконані в установлені терміни податкових зобов'язань до 15 серпня 2020 року, та перенесені строки здачі податкової звітності на третій квартал 2020 року.
Громадяни Казахстану, які працюють та втратили прибутки у період надзвичайного стану у зв'язку з виходом у вимушену відпустку без збереження заробітної плати, а також самозайняті та особи, які працюють неофіційно, отримали виплати з державного фонду соціального страхування. Розмір соціальної виплати на одного працюючого склав 1 мінімальну заробітну плату (42,5 тисячі теньге на місяць).
З 1 квітня 2020 року місячний розрахунковий показник, який використовується у країні для розрахунку розмірів пенсій та інших соціальних виплат, збільшено до 2778 теньге (з 1 січня 2020 року він складав 2651 теньге).
31 березня президент Казахстану в прямому ефірі повідомив про додаткові заходи підтримки населення та бізнесу у зв'язку з режимом надзвичайного стану, а саме: проіндексувати пенсії та державні допомоги, включно з адресною соціальною допомогою, на 10 % у річному підрахунку; розширити охоплення додатковими соціальними виплатами; продовжити з 1 квітня до 1 липня право незастрахованних громадян отримувати медичну допомогу в системі обов'язкового соціального медичного страхування; розширити перелік категорій громадян, яким мають надавати безкоштовні продуктово-побутові набори; підтримати фермерів, щоб своєчасно провести весняно-польові роботи; забезпечити роботою населення, яке залишилось без роботи навколо великих міст, закритих на карантин; для малого і середнього бізнесу на 6 місяців відмінити нарахування і сплату податків та інших платежів з фонду оплати праці.
Казахстанські школярі у зв'язку з поширенням коронавірусу пішли на дострокові канікули з 16 березня до 5 квітня. З 6 квітня школярі перейшли на дистанційне навчання. З цього дня казахстанські телеканали «El Arna» и «Balapan» стали транслювати відеоуроки. Заплановано також проводити онлайн-заняття через спеціалізовані інтернет-платформи, проте 3 квітня міністр освіти і науки Казахстану Асхат Аймагамбетов заявив, що проведення пробних уроків показало, що інтернет в Казахстані «технічно не готови» для проведення масових онлайн-уроків. 10 квітня відмінили випускні екзамени для учнів 9 і 11 класів, у міністерстві освіти ухвалили рішення, що атестати учням будуть видаватися на основі річних оцінок з предметів.

## Протести
6 червня 2020 року пройшли акції протесту опозиційних рухів у кількох регіонах Казахстану з різними лозунгами, у тому числі про введення кредитних канікул внаслідок пандемії COVID-19. Протестна акція була заявлена за кілька днів до дати її початку, й мітинги з цього дня мали освідомлювальний характер. Не зважаючи на це, владні структури Казахстану наперед повідомили, що мітинги незаконні и небезпечні у зв'язку з пандемією. Для розгону мітингів владні структури Казахстану залучили правоохоронні органи. Під час проведення мітингу санітарно-епідеміологічна служба проводила дезінфекційні заходи в місці збору мітингуючих.
У Нур-Султані 8 червня 2020 року пройшов «мовчазний» протест багатодітних матерів напроти будинку уряду. Протестуючі вимагали надання орендного житла, а також грошові виплаты на дітей.

## Дезінформація
Дезінформація, пов'язана з пандемією COVID-19, широко поширювалася в Казахстані. Як правило, вона поширювалася через соціальні мережі, які популярні в Казахстані. Дезінформація поширювалась не лише про конспірологічні версії про COVID-19, зокрема як «Вишки 5G», «чипізація Біллом Гейтсом», але також і місцеві, зокрема про масове зараження медиків в Алмати, продовження/не продовження режиму надзвичайого стану в Казахстані. Владні структури Казахстану застосовували різноманітні заходи для боротьби з фейковими новинами. Зокрема на офіційному сайті з COVID-19 наявний цілий розділ, присвяченим фейкам і фактчекінгу. Правоохоронні органи проводять профілактичні бесіди з дрібними порушниками, в більш серйозних випадках виписують адміністративні штрафи, та заставляють авторів дезінформації публічно її спростовувати.